# Liza Drozd
Elizaveta Drozd (Rusia: Елизавета Дрозд, nacida en Krasnoyarsk, Rusia, 1999), más conocida como Liza Drozd es una cantante rusa. 
Drozd ha formado durante mucho tiempo un dúo vocal con Sasha Lazin. En 2010, ganaron el festival "Moscú - Transit Kansk y Petushok Zolotoy" en Nizhny Tagil con la canción "Boy and Girl". Posteriormente se unieron a la ronda de clasificación para el Festival de Eurovisión Junior. Otra vez con éxito, ya que volvieron a ganar, por lo que pudieron representar a Rusia en el Festival de Eurovisión Junior 2010. Lo hicieron de nuevo con la canción "Boy and Girl". 
Drozd y Lazin llegaron muy cerca de la victoria. Terminaron en 2ª posición a sólo un punto por detrás del ganador Vladimir Arzumanyan de Armenia. 
Drozd también presentó el programa para niños "ODNI doma" en el canal regional Afontovo TRK. 
- Datos: Q3041373